# Яхниківська сільська рада
Яхниківська сільська рада — колишній орган місцевого самоврядування у Лохвицькому районі Полтавської області з центром у селі Яхники.

## Населені пункти
Сільраді були підпорядковані населені пункти:
- c. Яхники
- c. Романиха
- c. Шмиглі